# Adrian Porumboiu
Adrian Porumboiu (n. 27 septembrie 1950, Buzău) este arbitru român, observator federal, fotbalist retras din activitate, economist, om de afaceri, fost finanțator al  echipei FC Vaslui. Ca fotbalist a jucat la echipa de juniori și tineret a FC Argeș Pitești și în echipa mare a Viitorului Vaslui.
Părăsește fotbalul și începând cu anul 1976 îmbrățișează cariera de arbitru, la început în 1980 în divizia C, în 1982 în diviza B, iar din 1984 este arbitru în divizia A. În anul 1986 devine arbitru internațional FIFA. Ca arbitru internațional a condus la centru două partide de fotbal la două Turnee finale ale Campionatului european de juniori. Fiul său este un regizorul și scenaristul Corneliu Porumboiu.
Renunță la arbitraj în 1997, iar în 1998 conduce Comisia de disciplină și judecată a arbitrilor din FRF. Începând cu 1999 părăsește comisia de disciplină păstrându-și doar funcția de observator federal.
În martie 2008 a fost decorat cu Ordinul „Meritul Sportiv” clasa a III-a „în semn de înaltă apreciere pentru rezultatele remarcabile obținute atât în
competițiile sportive interne, cât și pe plan internațional”, „formarea tinerelor generații de arbitri” și promovarea „spiritului de fairplay”.

## Afaceri
Începând cu anul 1999 se dedică afacerilor fapt care i-a permis să devină finanțatorul echipei de fotbal din Vaslui.
Deține grupul de companii cu activități în agricultură și alimentație Racova Com Agro Pan Vaslui.
În anul 2008, avea în exploatare aproximativ 45.000 hectare, suprafața fiind cultivată prin intermediul a trei firme- Comcereal Vaslui, Agrocomplex Bârlad și R-Agro Falciu.
În anul 2011 averea lui Porumboiu era estimată la 115 milioane euro.

## FC Vaslui
A investit 10 ani în echipa de fotbal FC Vaslui,unde echipa la apogeul ei are în palmares câteva victorii împotriva unor importante echipa ce evoluau în cupele europene la acel moment. De altfel FC Vaslui a fost și câștigătoarea cupei Intertoto în anul 2008. În 21 iunie 2013 Adriam Porumboiu s-a retras oficial de la conducerea clubului. A redactat o scrisoare "de adio", unde îi ruga pe reprezentanții presei să nu-i mai asocieze numele cu clubul moldovean. El a explicat și de ce nu a avut nici o performanță notabilă la FC Vaslui: "Nu am trișat, am jucat meciurile corect".